# Litige sur la frontière de l'Oregon
- York Factory Express qui rejoint le village de York Factory sur la baie d'Hudson dans l'actuel Manitoba
- Piste de l'Oregon dont la partie finale longe le Columbia
- Continental Divide

Carte illustrant le litige sur la frontière de l'Oregon avec l'Oregon Country (États-Unis) et le Columbia District (Royaume-Uni de Grande-Bretagne et d'Irlande).

Le litige concernant la frontière de l'Oregon ou la question de l'Oregon, est né à la suite des réclamations britanniques et américaines pour la région Nord-Ouest Pacifique de l'Amérique du Nord dans la première moitié du XIXe siècle. Tant le Royaume-Uni et les États-Unis avaient des aspirations territoriales et commerciales sur cette région ainsi que des revendications plus limitées de la Russie et de l'Espagne. Les Britanniques connaissaient la région comme le « Columbia District », une division du commerce de fourrure de la Compagnie de la Baie d'Hudson, tandis que les Américains la nommaient « Oregon Country ». La définition la plus large de la région contestée peut être définie par le texte suivant : à l'ouest du Continental Divide, au nord du 42e parallèle nord (la frontière nord de la Nouvelle-Espagne et du Mexique après 1821), et au sud du 54°40 parallèle nord (la frontière sud de l'Amérique russe après 1825).
Le différend sur l'Oregon est devenu important dans la diplomatie géopolitique entre l'Empire britannique et la jeune république américaine. En 1844, le parti démocrate américain, en faisant appel au sentiment d'expansionnisme (Destinée manifeste), en affirmant que les États-Unis ont une légitimité qui s'étend à tout le pays l'Oregon, jusqu'à l'Amérique russe. Le candidat démocrate James Knox Polk a remporté les élections 1844, mais a ensuite cherché une limite de compromis le long du 49e parallèle nord, la même limite proposée par les précédentes administrations américaines. Les négociations entre les États-Unis et les Britanniques ont été rompues, et les tensions ont augmenté, allant même jusqu'à réclamer plus au nord que le 49e parallèle.
Devant la possibilité de deux guerres différentes et simultanées, car les relations entre les États-Unis et le Mexique se détériorèrent à la suite de l'annexion du Texas. Ni le Royaume-Uni ni les États-Unis ne voulaient vraiment faire une troisième guerre en soixante-dix ans. Donc, juste avant le déclenchement de la guerre américano-mexicaine, Polk retourna à sa position antérieure sur la frontière de l'Oregon et a accepté un compromis le long du 49e parallèle jusqu'au détroit de Géorgie. Cet accord a été officialisé dans le traité de l'Oregon de 1846 et le 49e parallèle demeure la frontière entre le Canada et les États-Unis à l'ouest du lac des Bois, avec la frontière maritime qui s'incurve vers le sud jusqu'au détroit de Juan de Fuca et excluant donc l'île de Vancouver, mais pas la petite péninsule de Point Roberts.